# Сиражов, Алиасхаб Махмудапандиевич
Алиасхаб Махмудапандиевич Сиражов (22 сентября 1994; Махачкала, Дагестан, Россия) — российский тхэквондист. Мастер спорта России международного класса.

## Биография
Родился в Махачкале, родом из села Телетль Шамильского района. В августе 2010 года в Сингапуре стал серебряным призёром юношеских Олимпийских игр в весовой категории до 73 кг, проиграв в финале представителю Южной Кореи Чжин Хак Киму со счетом 4:6.. По прилёте в Махачкалу был торжественно встречен. В марте 2011 года стал серебряным призёром чемпионата России в олимпийских весовых категориях. В мае 2012 года в Манчестере стал чемпионом Европы, обыграв в финале в весовой категории до 74 кг турка Ридвана Байгута. 

## Достижения
- Летние юношеские Олимпийские игры 2010 — ;
- Чемпионат России по тхэквондо 2010 — ;
- Чемпионат России по тхэквондо 2011 в олимпийских весовых категориях — ;
- Чемпионат России по тхэквондо 2011 — ;
- Чемпионат Европы по тхэквондо 2012 —